# Hermanus Brockmann
Pour les articles homonymes, voir Brockmann.
Hermanus Gerardus Brockmann dit Herman Brockmann, né le 14 juin 1871 à Amsterdam et mort le 18 janvier 1936 à La Haye, est un rameur d'aviron néerlandais qui participa aux Jeux olympiques de 1900 à Paris où il remportera une médaille d'or, une médaille d'argent et une médaille de bronze. Il est avec Roelof Klein et François Brandt le premier néerlandais à remporter un titre olympique.

## Biographie
Membre du club étudiant Nereus à Amsterdam, Brockmann est diplômé de médecine en 1897. Aux jeux olympiques de 1900 à Paris, il est barreur sur trois équipages néerlandais qui remporteront tous une médaille (médaille d'or au deux avec barreur, médaille d'argent au quatre avec barreur et médaille de bronze au quatre avec barreur). Lors de la finale du deux avec barreur, Brockmann est remplacé par un jeune français inconnu pesant 33 kg, soit 27 de moins que lui. Ce jeune garçon est donc sûrement le plus jeune champion olympique de l'histoire. Malgré tout, Brockmann se voit délivrer une médaille d'or et est considéré champion olympique par le Comité international olympique.

## Palmarès

### Deux avec barreur
- Paris 1900
  -  Champion olympique de deux avec barreur
  -  Médaillé d'argent de quatre avec barreur
  -  Médaillé de bronze de huit avec barreur